# Exzellenzzentrum für Molekulare Pflanzenwissenschaften
Das Exzellenzzentrum für Molekulare Pflanzenwissenschaften (chinesisch 中国科学院分子植物科学卓越创新中心, Pinyin Zhōngguó Kēxuéyuàn Fēnzǐ Zhíwù Zhuōyuè Chuàngxīn Zhōngxīn), auch bekannt als Center for Excellence in Molecular Plant Sciences, kurz CEMPS, ist eine Einrichtung der Chinesischen Akademie der Wissenschaften. Die Hauptverwaltung befindet sich im zentralen Stadtbezirk Xuhui von Shanghai, im westlichen Stadtbezirk Songjiang gibt es eine am Botanischen Garten Chenshan angesiedelte Außenstelle.

## Geschichte

### Institut für Botanik
Nach der Gründung der Academia Sinica am 9. Juni 1928 wurde von der Kuomintang-Regierung am 9. November 1928 das „Gesetz zur organisatorischen Gliederung der Academia Sinica“ (国立中央研究院组织法) erlassen, wo in Paragraph 6 neben Instituten für Physik, Chemie etc. bereits Institute für Zoologie und Botanik vorgesehen waren. Zunächst wurde jedoch ab Januar 1929 in der damaligen Hauptstadt Nanjing unter der Leitung des Geologen Li Siguang, des Zoologen Bing Zhi (秉志, 1886–1965), des Botanikers Qian Chongshu (钱崇澍, 1883–1965), des Ethnologen Yan Fuli (颜复礼), des Archäologen Li Ji, und des Agrarwissenschaftlers Qian Tianhe (钱天鹤, 1893–1972) das „Naturkundemuseum der Academia Sinica“ (国立中央研究院自然历史博物馆) aufgebaut. Im Januar 1930 waren die Vorbereitungsarbeiten abgeschlossen und das Naturkundemuseum wurde offiziell eröffnet; Museumsdirektor wurde Qian Tianhe. Neben ihrer pädagogischen Funktion als Museum und ihrem Auftrag zur Beratung der Landwirtschaft wurde an der Einrichtung auch Forschung betrieben. Für letzteres gab es zwei Abteilungen, eine für Zoologie und eine für Botanik.
Um den Vorgaben des Gesetzes zur organisatorischen Gliederung der Academia Sinica nachzukommen, wurde das Naturkundemuseum am 1. Juli 1934 in „Institut für Zoologie und Botanik der Academia Sinica“ (中央研究院动植物研究所) umbenannt, Institutsleiter wurde der Biologe Wang Jiaji (王家楫, 1898–1976), der bis dahin als wissenschaftlicher Berater für das Naturkundemuseum tätig gewesen war. Nach dem Ausbruch des Zweiten Japanisch-Chinesischen Kriegs am 7. Juli 1937 wurde das Institut zunächst aus Nanjing in den heutigen Stadtbezirk Nanyue von Hengyang, Provinz Hunan verlegt, danach in den Kreis Yangshuo, Provinz Guangxi, und schließlich in den heutigen Stadtbezirk Beibei der Interimshauptstadt Chongqing. Zu diesem Zeitpunkt bestanden etwa zwei Drittel des Personals aus Zoologen, auch der persönliche Forschungsschwerpunkt von Institutsleiter Wang Jiaji lag bei der Zoologie. Daher wurde das Institut am 1. Mai 1944 in ein Institut für Zoologie (动物研究所) und ein Institut für Botanik (植物研究所) aufgeteilt. Die Leitung des Instituts für Zoologie behielt Wang Jiaji,
Leiter des Instituts für Botanik wurde der Pflanzenphysiologe Luo Zongluo (罗宗洛, 1898–1978), bis dahin Professor für Biologie an der Zhejiang-Universität.

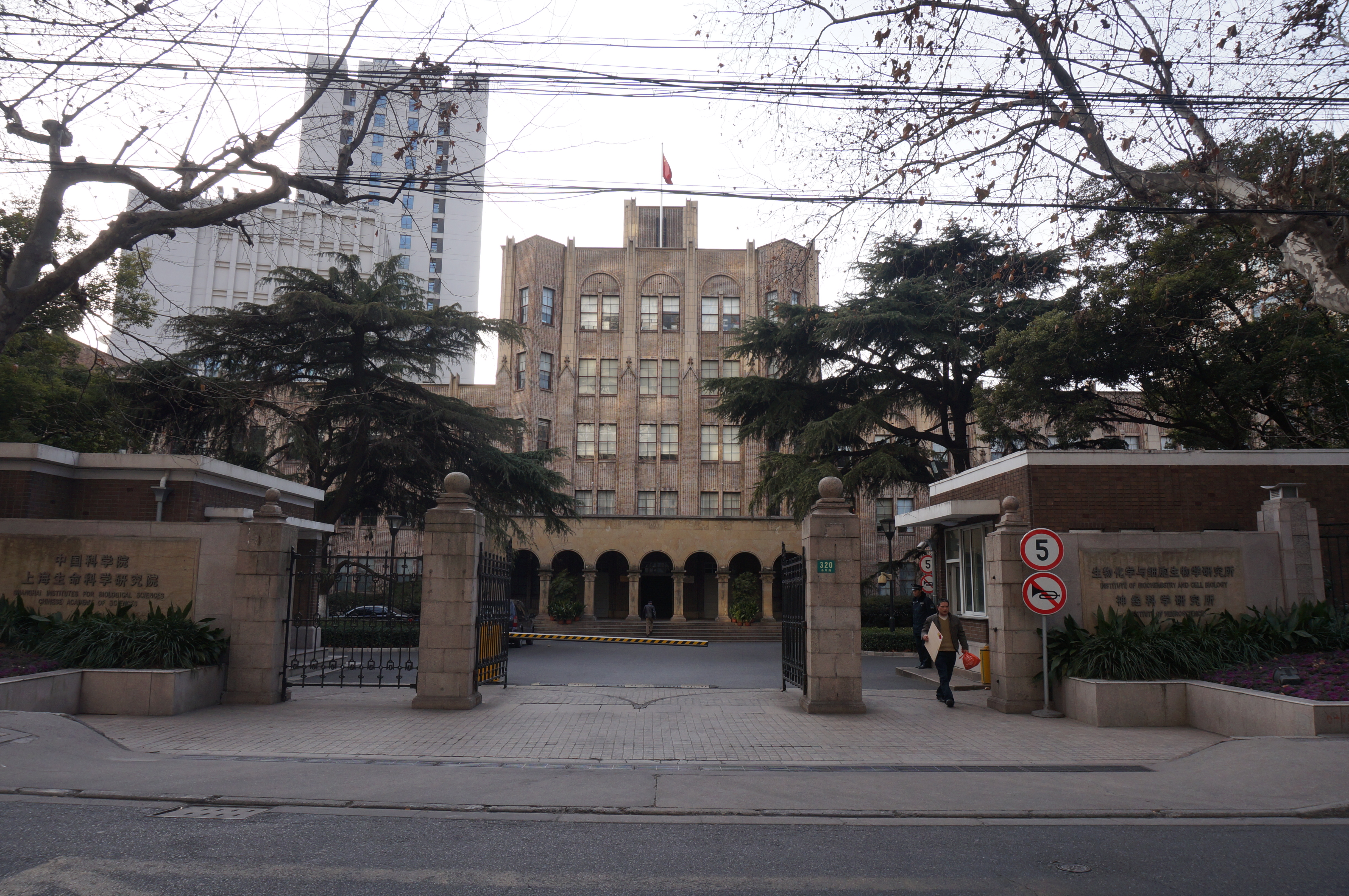
Ehemaliger Sitz des Instituts für Botanik in der Yueyang-Str. 320

Nach dem Ende des Zweiten Weltkriegs wurde das Institut für Botanik im Oktober 1946 von Chongqing in den Stadtbezirk Xuhui von Shanghai, Yueyang-Str. 320 verlegt (1999–2019 Sitz der Shanghaier Institute für Biowissenschaften der Chinesischen Akademie der Wissenschaften).
Nun nahm das Institut für Botanik einen bedeutenden Aufschwung. Luo Zongluo warb zusätzliche Forscher an und richtete moderne Labors ein. Im Jahr 1948 hatte das Institut für Botanik folgende Abteilungen:
- Labor für Pflanzentaxonomie
- Labor für Mykologie
- Labor für Phykologie
- Labor für Zytogenetik
- Labor für Phytopathologie
- Labor für Pflanzenmorphologie
- Labor für Pflanzenphysiologie

### Institut für Pflanzenphysiologie

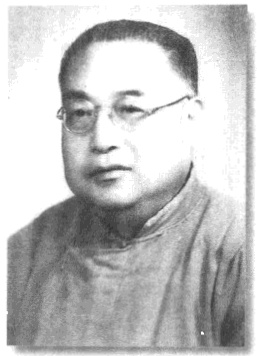
Luo Zongluo (1950)

Einen Monat nach der Gründung der Volksrepublik China wurde am 1. November 1949 die Chinesische Akademie der Wissenschaften gegründet, die die Einrichtungen der Academia Sinica auf dem chinesischen Festland übernahm. Im Rahmen der anschließenden Umstrukturierung wurde 1950 aus dem ehemaligen Institut für Zoologie zusammen mit einem Teil der Forscher des Instituts für Botanik das Institut für Hydrobiologie mit Sitz in Shanghai (ab 1954 Wuhan) gebildet. Außerdem wurde das „Institut für experimentelle Biologie“ (中国科学院实验生物研究所) geschaffen, in das das Labor für Pflanzenphysiologie, dessen Leitung Luo Zongluo übernahm, integriert wurde. Auf Betreiben von Luo Zongluo wurde schließlich das Labor für Pflanzenphysiologie 1953 aus dem Institut für experimentelle Biologie herausgelöst und als „Institut für Pflanzenphysiologie“ (中国科学院植物生理研究所) eine eigenständige Einrichtung der Akademie der Wissenschaften. Dies gilt heute als Gründungsdatum des Exzellenzzentrums für Molekulare Pflanzenwissenschaften.
Leiter des Instituts blieb bis zu seinem Tod am 26. Oktober  1978 Luo Zongluo.
Er warb nicht nur neue Forscher für das Institut an, sondern gründete auch an der Universität Peking, der damaligen Landwirtschaftsuniversität Peking und der Nankai-Universität in Tianjin Arbeitsgruppen für Pflanzenphysiologie. Die dortigen Professoren wurden als nebenamtliche Kräfte am Institut angestellt und konnten so auf Kosten der Akademie frei forschen. Auf diese Art wurde der wissenschaftliche Austausch zwischen dem Institut und den Universitäten sowie der Universitäten untereinander gefördert und vermieden, dass sich das Institut isoliert von den realen Gegebenheiten des Landes bewegte.
Ein erster Forschungsschwerpunkt des Instituts waren die brasilianischen Kautschukbäume, die auf Hainan und der Leizhou-Halbinsel als Wirtschaftspflanzen angepflanzt wurden und häufig Kälteschäden erlitten. Außerdem befasste man sich mit der Aufforstung an der Küste der Provinz Jiangsu und führte im Institut eingehende Untersuchungen zur Resistenz der Bäume gegen den hohen Wassergehalt des Bodens durch.
Man erforschte die Mechanismen, mit denen Pflanzen dem hohen Salzgehalt in den Böden Nordwestchinas widerstanden und suchte nach Möglichkeiten, in den Wüsten bessere Windschutzstreifen anzupflanzen. Bis zum Ausbruch der Kulturrevolution 1966 hatte man am Institut folgende Labors eingerichtet:
- Labor für Photosynthese
- Labor für Pflanzenwachstum
- Labor für Phytohormone
- Labor für Wasserresistenz
- Labor für Strahlenphysiologie

Während der ersten Jahre der Kulturrevolution kamen die Forschungsarbeiten weitgehend zum Erliegen, die Institutsmitarbeiter wurden dem Militärlandgut (军垦农场) im Kreis Yangxin, Provinz Hubei, zugeteilt, wo die Volksbefreiungsarmee seit Mai 1958 Ödland in Ackerland verwandelte (heute umfasst das Projekt 46 km², es leben dort 15.000 Menschen). Luo Zongluo, der an der Universität Hokkaidō studiert und neben seiner Tätigkeit als Leiter des Instituts für Botanik von Oktober 1945 bis Juli 1946 als erster Rektor der ursprünglich japanischen Nationaluniversität Taiwan fungiert hatte, wurde beschuldigt, während des Zweiten Weltkriegs ein Kollaborateur Japans gewesen und nun ein taiwanesischer Agent zu sein.
1973 wurde die Arbeit am Institut wiederaufgenommen. Zusätzlich zu den alten Labors wurde ein Labor für Zellphysiologie eingerichtet, dessen Leitung Luo Zongluo übertragen wurde. Nun verlagerte sich der Forschungsschwerpunkt des Instituts auf Genetik und Molekularbiologie, mit dem Ziel, bessere Nutzpflanzen für die Landwirtschaft zu züchten.

### Institut für Pflanzenphysiologie und -ökologie
Im Juli 1999 wurden aus acht mit Biologie befassten Forschungsinstituten  und zwei Forschungszentren im Raum Shanghai die „Shanghaier Institute für Biowissenschaften der Chinesischen Akademie der Wissenschaften“ (中国科学院上海生命科学研究院) mit Sitz in der Yueyang-Str. 320 gebildet, nach der Hausnummer auch „Institut 320“ (320大院) genannt. 
Im Rahmen dieser Umorganisation wurde das Institut für Pflanzenphysiologie mit dem 1959 aus dem Institut für experimentelle Biologie ausgegliederten Institut für Insektenkunde (中国科学院昆虫研究所) zum Institut für Pflanzenphysiologie und -ökologie (中国科学院植物生理生态研究所) zusammengelegt, das eines der nun sechs Institute für Biowissenschaften wurde. Erster Leiter des Instituts für Pflanzenphysiologie und -ökologie wurde Xu Zhengkai (许政暟, * 1945), bis dahin stellvertretender Direktor des Instituts für Pflanzenphysiologie und ein Experte für die Züchtung von virenresistenten Nutzpflanzen mittels Gentechnik.
Nach der Zusammenlegung befasste sich das neue Institut mit den physiologischen Vorgängen bei Pflanzen, Mikroorganismen und Insekten sowie deren wechselweisem Zusammenwirken. Das Ziel war, in China zu einer nachhaltigen Landwirtschaft zu kommen, nach Möglichkeit unter Bewahrung der natürlichen Umwelt. Weitere Forschungsgebiete waren Bioenergie und industrielle Biotechnologie. Man erforschte die molekularphysiologischen und genetischen Grundlagen für die Zucht von ertragreichem und hochqualitativem Kulturreis, die Stressphysiologie von Pflanzen und biotechnologische Methoden zur Verbesserung ihrer Resistenz sowie den Stoffwechsel von Mikroorganismen und die in-vitro-Synthese von Biomasse.
Durch die Zusammenlegung der biologischen Forschungseinrichtungen unter dem Dach des Instituts 320 hatte es zwar Synergieeffekte gegeben, andererseits gestaltete sich zum Beispiel die Erteilung von Patenten dadurch, dass es nur eine juristische Person gab, relativ schwierig. Daher begann man 2014 mit dem Schaffung eigenständiger Exzellenzzentren (卓越创新中心), angefangen mit dem Exzellenzzentrum für Neurowissenschaften. Ab 2015 wurden dann die Exzellenzzentren für Molekulare Zellbiologie und Molekulare Pflanzenwissenschaften aufgebaut. Zunächst blieben die Exzellenzzentren noch unter dem Dach des Instituts 320, ab November 2016 begann  man jedoch mit den Vorarbeiten für eine Ausgliederung. In einem fast dreijährigen Prozess, der am 23. Juli 2019 abgeschlossen war, wurden dem Exzellenzzentrum für Molekulare Pflanzenwissenschaften die Forschungsbereiche des Instituts für Pflanzenphysiologie und -ökologie übertragen.
Die Bezeichnung des Instituts wurde umgangssprachlich noch einige Jahre weitergeführt, offiziell und als juristische Person lautete der Name der Einrichtung nun jedoch „Exzellenzzentrum für Molekulare Pflanzenwissenschaften“.

## Struktur
Im März 2017 hatte das Institut für Pflanzenphysiologie und -ökologie einen neuen Campus in der Fenglin-Str. 300 bezogen, gut 1 km südlich des Instituts 320. Dort standen in einem mehrstöckigen Gebäude 15.000 m² Labor- und Bürofläche zur Verfügung, wovon man 70 % dem Exzellenzzentrum für Molekulare Pflanzenwissenschaften überlassen hatte.
Seit der formalen Ausgliederung 2019 ist der Fenglin-Campus (枫林园区) nun der Hauptsitz des Exzellenzzentrums.
Im Jahr 2020 wurde ein weiterer Campus in der Caobao-Str. 500 eröffnet, ebenfalls im Stadtbezirk Xuhui.
Auf dem Campus Cangbao-Straße (漕宝路园区) befindet sich das Genetik-Zentrum.
Am 11. Oktober 2010 wurde im Botanischen Garten Chenshan am Stadtrand von Shanghai das Forschungszentrum für Pflanzenwissenschaften Chenshan eingeweiht.
Seit 2019 fungiert dies nun als Campus Chenshan (辰山园区) des Exzellenzzentrums.
Ende 2022 hatte das Exzellenzzentrum für Molekulare Pflanzenwissenschaften folgende Abteilungen:
- Nationales Schwerpunktlabor für Molekulare Pflanzengenetik (植物分子遗传国家重点实验室)[17]
- Schwerpunktlabor der Chinesischen Akademie der Wissenschaften für synthetische Biologie (中国科学院合成生物学重点实验室)[18]
- Schwerpunktlabor der Chinesischen Akademie der Wissenschaften für Insektenzucht und Evolutionsbiologie (中国科学院昆虫发育与进化生物学重点实验室)[19]
- Nationales Forschungszentrum für Pflanzengenetik, Shanghai (国家植物基因研究中心（上海）)
- Nationales Genforschungszentrum der Chinesischen Akademie der Wissenschaften (中国科学院国家基因研究中心)
- Forschungszentrum für Stressbiologie (逆境生物学研究中心)
- Forschungszentrum für Pflanzenwissenschaften Chenshan der Chinesischen Akademie der Wissenschaften (中国科学院上海辰山植物科学研究中心)[20]
- Labor für Photosynthese und Umweltbiologie (光合作用与环境生物学实验室)[21]
- Insektenkundliches Museum Shanghai der Chinesischen Akademie der Wissenschaften (中国科学院上海昆虫博物馆)[22]
- Gemeinsames Labor (公共技术服务中心)[23][24]

Ende 2022 hatte das Exzellenzzentrum für Molekulare Pflanzenwissenschaften 413 Mitarbeiter, darunter 275 Wissenschaftler aus dem In- und Ausland sowie 55 Techniker und Laboranten. Der Rest war Verwaltungspersonal.
Leiter des Exzellenzzentrums ist seit seiner Gründung der Genetiker Han Bin (韩斌, * 1963), der bereits seit Juli 2014 Direktor des Instituts für Pflanzenphysiologie und -ökologie gewesen war und außerdem seit Februar 2001 das Nationale Genforschungszentrum der Chinesischen Akademie der Wissenschaften leitet.

## Lehre
Das Exzellenzzentrum für Molekulare Pflanzenwissenschaften fungiert auch als Campus der Universität der Chinesischen Akademie der Wissenschaften. Es werden sowohl Diplomanden aufgenommen, die an anderen Universitäten bereits ein Vordiplom erlangt haben, als auch Doktoranden. Im Studienjahr 2022/2023 studierten dort 214 Diplomanden und 390 Doktoranden, außerdem waren am Exzellenzzentrum 100 Postdoktoranden befristet tätig. In Shanghai liegen die Lebenshaltungskosten sehr hoch, die Studenten werden jedoch mit einer Vielzahl von Stipendien unterstützt und erhalten für ihre Abschlussarbeiten Forschungsgelder. Der Unterricht findet auf dem Fenglin-Campus und dem Campus Chenshan statt, es werden folgende Studiengänge angeboten:
- Botanik
- Zoologie
- Mikrobiologie
- Genetik
- Zellbiologie
- Biochemie und Molekularbiologie
- Biologie und Pharmazie[25]

Seit 1951, also seit den Zeiten des Instituts für experimentelle Biologie, gibt man die chinesischsprachige „Zeitschrift für Pflanzenphysiologie“ (植物生理学报) heraus, seit 2008 zusätzlich die englischsprachige Zeitschrift Molecular Plant.